# لورين إليس
لورين إليس (بالإنجليزية: Lauren Ellis) هو دراج نيوزلندي. شارك في دورة الألعاب الأولمبية الصيفية.

## الميداليات
| الميدالية | المسابقة                  |
| --------- | ------------------------- |
| فضية      | دورة ألعاب الكومنولث 2010 |

## روابط خارجية
- لورين إليس على موقع أرشيف الدراجات (الإنجليزية)
- لورين إليس على موقع إحصائيات الدراجات الإحترافية (الإنجليزية)
- لورين إليس على موقع CycleBase (الإنجليزية)
- لورين إليس على موقع أوليمبيديا (الإنجليزية)
- لورين إليس على موقع اللجنة الأولمبية النيوزيلندية (الإنجليزية)
- لورين إليس على موقع اتحاد ألعاب الكومنولث (مؤرشف) (الإنجليزية)